# 2500-Jahr-Feier der Iranischen Monarchie

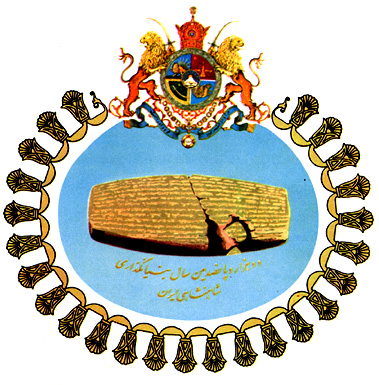
Emblem der 2500-Jahr-Feier

Die 2500-Jahr-Feier der Iranischen Monarchie (persisch جشن‌های ۲۵۰۰ سالۀ شاهنشاهی ایران) vom 12. bis zum 16. Oktober 1971 bestand aus einer Reihe von Feierlichkeiten, um an das Todesjahr des Gründers des Altpersischen Reichs Kyros II. vor 2500 Jahren zu erinnern. Ziel der Repräsentationsveranstaltung war es, durch Rückbeziehung auf den ersten „Schah“ und die Geschichte Irans sowie eine Leistungsschau der „Erfolge“ des amtierenden Schahs Mohammad Reza Pahlavi und seines Vaters Reza Schah Pahlavi das internationale Ansehen und die Legitimation als persische Herrscher zu stärken. Die Veranstaltung geriet später in die Kritik, wegen der angeblich enormen Kosten, aber auch wegen des autoritären persischen Regimes. Stimmen in der amerikanischen Presse und des späteren Revolutionsführers Ajatollah Chomeini sahen gerade darin die Kontinuität der iranischen Monarchien.

## Planung
Der Vorschlag, diesen Jahrestag zu feiern, stammte von dem Schriftsteller und Kulturwissenschaftler Schodschaeddin Schafa, stellvertretender Minister des Hofministeriums, zuständig für kulturelle Angelegenheiten. Schafa hatte bereits 1958 die Idee geäußert, 1961 eine Feier abzuhalten, die den Beitrag der iranischen Kultur zur Entwicklung der menschlichen Zivilisation darstellen sollte. Parallel zu den Feierlichkeiten sollte ein wissenschaftlicher Kongress an der Universität Schiras zum Stand der Wissenschaften auf dem Gebiet der Iranistik stattfinden.

### Iranistik
Die wissenschaftliche Erforschung des geistigen und materiellen Kulturguts des Iran, die Iranistik, beginnt im Iran selbst mit der Gründung der Universität Teheran durch Reza Schah. Zu Beginn des 20. Jahrhunderts richtete die Universität Teheran einige Lehrstühle der Iranistik ein, die sich vor allem auf Bereiche der Altiranistik wie die Sprachwissenschaft und Kultur des antiken Iran, die persische Literatur, Geschichte und Archäologie konzentrierten. Die Universität Schiraz spezialisierte sich mit Alireza Schapour Schahbazi vor allem auf die Archäologie der Achämenidenzeit. Das bis heute umfassendste enzyklopädische Wörterbuch der persischen Sprache, das in 15 Bänden erschienene Wörterbuch Dehchodas – Loghat Nāmeh Dehchoda des Linguisten Allameh Ali Akbar Dehchoda, entstammt ebenfalls dieser Zeit. Innerhalb Europas trug Deutschland viel zur Iranistik bei. So gehört die Georg-August-Universität Göttingen zu den Pionieren des Faches, 2003 feierte sie das 100-jährige Bestehen des Fachbereichs. In Frankreich spezialisierte sich vor allem die École Pratique des Hautes Études in Paris auf dieses Gebiet, in England die School of Oriental and African Studies in London. Innerhalb der Vereinigten Staaten trugen vor allem die Harvard University, die Columbia University und die Stanford University zur Vertiefung des Faches bei. Forschungsinstitutionen zur Iranistik finden sich in der ganzen Welt. Neben den bereits genannten bestehen weitere in Indien Kalkutta (Iran Society), Bombay (Mumbai), in Israel, in Japan sowie in anderen Ländern.

### Das Planungskomitee
Um das Programm für den wissenschaftlichen Kongress und die Feierlichkeiten zu erarbeiten, wurde ein zentrales Planungskomitee mit entsprechenden Ablegern an den europäischen, amerikanischen und asiatischen Forschungsstätten der Iranistik gegründet. Im August 1960 war ein erster Entwurf der geplanten Feierlichkeiten erarbeitet worden, der ein Budget von 3,5 Mio. $ vorsah. Folgende Veranstaltungen waren neben dem Orientalistenkongress für die Feierlichkeiten vorgesehen: Eine archäologische Ausstellung, eine Ausstellung aller Bücher über Kyros und das Kaiserreich Iran, eine Ausstellung aller Bücher Iran betreffend, eine Buch- und Kunstausstellung aus Beständen der kaiserlichen Bibliothek, eine Ausstellung alter und neuer Volkskunst, eine Ausstellung altiranischer Trachten. Während der Feiertage sollte auf einem Platz in Schiras eine Kyros-Statue enthüllt werden. Ferner sollte ein Triumphtor zwischen Persepolis und Pasargadae erbaut und als Andenken an die Feierlichkeiten erhalten werden. Ein Werk über Kyros und seine Regierungsmethoden sollte in deutscher, englischer, französischer, arabischer, italienischer, türkischer und persischer Sprache veröffentlicht werden. Einige dokumentarische Kurzfilme über Persepolis und Pasargadae wurden vorbereitet und ein Film über das Leben des Kyros sollte gedreht werden. Die Bücher von Historikern wie Xenophon und Herodot sollten übersetzt und neu herausgegeben werden.
Premierminister Manutschehr Eghbal, mit dem das Projekt besprochen worden war, musste im August 1960 zurücktreten, sein Nachfolger Dschafar Scharif-Emami hatte Wahlen vorzubereiten und damit keine Zeit, und als dann am 6. Mai 1961 Ali Amini Premierminister wurde, waren keine ausreichenden Mittel vorhanden, um ein solches Projekt aus dem Regierungshaushalt zu finanzieren. Von Seiten des Hofes war Hofminister Hossein Ala für das Projekt zuständig. Man kam mit dem Premierminister überein, das Projekt erst einmal zu verschieben, bis die Finanzierung gesichert sei. Premierminister Asadollah Alam verschob das Projekt dann auf 1967. Nach dem Tod Hossein Alas übernahm Alam das Hofministerium und Amir Abbas Hoveyda wurde Premierminister. Das Projekt war immer noch auf dem Planungsstand von 1961. Die weltweit arbeitenden Wissenschaftler der Iranistik hatten sich bei Schafa beklagt, dass das Projekt bei den politischen Verantwortlichen keinen Rückhalt habe. Die Frage stand im Raum, die Feierlichkeiten ganz abzusagen. Nach den vorliegenden Plänen waren Feierlichkeiten in Schiraz und Teheran vorgesehen. Doch in Schiraz gab es keine ausreichenden Unterbringungsmöglichkeiten für die Staatsgäste und der Vorschlag des mit der operativen Planung beauftragten Amir Mottaqi, in Persepolis eine Zeltstadt für die Gäste zu errichten, wurde vom Schah als „surrealistisch“ und „nicht machbar“ abgelehnt.
Trotz aller kontroversen Diskussionen entschied Mohammad Reza Schah 1970, dass die Feierlichkeiten stattfinden sollten. Um keinen weiteren Zweifel aufkommen zu lassen, legte er auch gleich das Datum fest, den 15. Oktober 1971 (23. Mehr). Schahbanu Farah Pahlavi übernahm den Ehrenvorsitz der neu gegründeten Planungskommission. Die Kommission wurde von Alam geleitet und tagte von nun an zweimal wöchentlich. Das Projekt, das ursprünglich einen wissenschaftlichen Schwerpunkt hatte, war zu einer nationalen Angelegenheit geworden.

### Die Zeltstadt von Persepolis

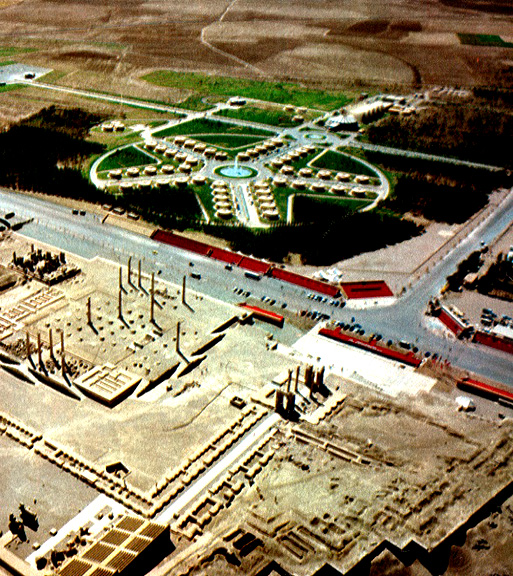
Zeltstadt in Persepolis

Hofminister Alam machte sich weiter Sorgen um die Unterbringung der Staatsgäste. Ein Hotel war in der verbleibenden Zeit in Persepolis nicht zu bauen. Also entschied man sich, vorgefertigte Appartements in der Nähe der Ruinen aufzustellen. Das Maison Jansen aus Paris, das auf Innendekorationen für festliche Räume spezialisiert war, und auch das Oval Office des US-Präsidenten John F. Kennedy neu gestaltet hatte, wurde mit dem Bau und der Ausstattung der Appartements beauftragt. Über den Appartements wurde mit Hilfe einer Rohrkonstruktion ein Zeltrahmen errichtet und mit Kunststoffplanen abgedeckt. Die Zeltstadt von Persepolis war geboren. Alam meinte: „Wir ahmen nur nach, was unsere Könige immer getan haben, wenn sie auf Reisen in unwirtliche Gegenden gingen, und im übrigen entspricht es auch der Tradition unserer Nomaden.“ Alam bezog sich mit seiner Äußerung auf Plutarchs Biographie Alexanders des Großen, der nach der Schlacht bei Issos 333 v. Chr. das zurückgelassene Zelt von Darius III. betreten hatte. Nachdem er dort einen vergoldeten Thronsessel, ein Bad, den mit Teppichen ausgelegten Boden und das goldene Tafelgeschirr gesehen hatte, soll er gesagt haben, „das nennt man wahrlich königlich“.

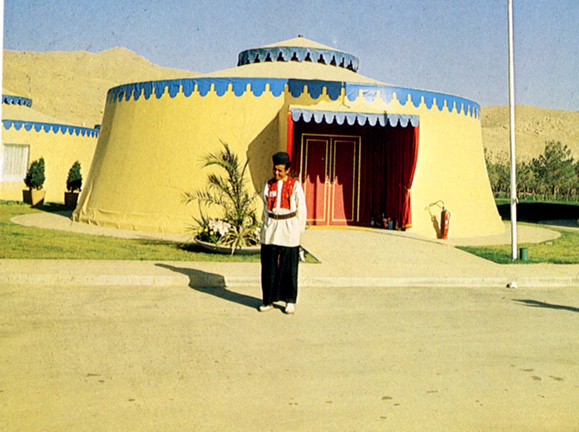
Zelt der Zeltstadt von Persepolis

Nachdem die Unterbringung geklärt war, stand die Frage der Verköstigung im Raum. Alam wurde von der Vorstellung geplagt, dass einer der Staatsgäste wegen des Essens erkranken könnte. Eine Unterbringung im Zelt ist eine Sache. Essen für über 100 Personen „auf freiem Feld“ zuzubereiten, ist etwas anderes. Alam sprach mit der Geschäftsleitung des Maxim’s in Paris, das natürlich gerne das Catering für so eine prominente Feier übernahm.
Schafa, der diese Änderungen der Festplanung mit den Wissenschaftlern, die den Iranistik-Kongress vorbereiteten, besprochen hatte, stieß bei seinen Kollegen auf vehemente Ablehnung. Man hielt es für völlig abwegig, 2500 Jahre iranische Kultur in Zelten mit französischem Dekor und einem Festessen mit französischer Speisekarte zu feiern. Schafa brachte die Kritik in der Planungskommission zur Sprache. Alam drohte mit seinem Rücktritt als Hofminister. Die Frage der Staatsgäste fiel in seinen Zuständigkeitsbereich und da hätten sich die Wissenschaftler gefälligst rauszuhalten.
Die Einladungen zu den Feierlichkeiten waren ausgesprochen worden, und aus den ursprünglich geplanten 30 Staatsgästen waren plötzlich 69 geworden. 50 Zelte waren nach den ursprünglichen Planungen bestellt worden. 30 Zelte waren für ausländische Staatsgäste und 20 für die königliche Familie und iranische Gäste vorgesehen. Die überraschenden Zusagen sprengten alle Planungen.

### 2500 Schulen
Abdorreza Ansari, Mitglied der Planungskommission, wollte eine gewisse Nachhaltigkeit der Feierlichkeiten erreichen. Aus diesem Grund hatte er die Idee eines Sponsorenprogramms zum Bau von Grundschulen entwickelt. Das Bildungsministerium hatte Dörfer und Städte ausgewählt, in denen es einen Bedarf an Schulen gab, und über Radio, Fernsehen und Presse wurde bekanntgegeben, dass jeder zum Bau der Schulen durch Geld- und Sachspenden beitragen könne. Sollte jemand die gesamten Kosten für den Bau einer Schule übernehmen, sollte die Schule seinen Namen tragen.
Das Programm war ein voller Erfolg und statt der geplanten 2500 Schulen waren bis zum Beginn der Feierlichkeiten 3200 Schulen gebaut worden. Jeder Schule wurde ein Lehrer des im Rahmen der Weißen Revolution erstellten Bildungskorps zugeteilt, damit der Unterricht umgehend beginnen konnte.

### Der iranische Kalender

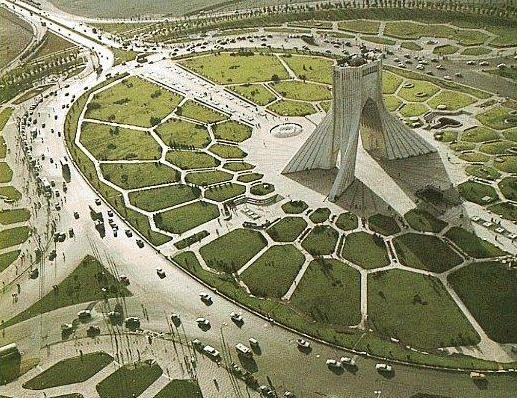
Der Schahyad-Aryamehr-Komplex, 1971

Zwei Monate vor den Feierlichkeiten schlug Alam in der Planungskommission vor, im Rahmen der 2500-Jahr-Feier auch die Jahreszählung des iranischen Kalenders zu ändern. Dieser Vorschlag war bereits 1967 von Mohammad Farahmand dem damaligen Innenminister Ansari gemacht worden. Farahmand argumentierte, dass der bereits seit Reza Schah benutzte iranische Kalender nichts mit der arabischen Jahreszählung zu tun habe, und dass das beste Datum für den Beginn der Jahreszählung eines iranischen Kalenders die Thronbesteigung Kyros I. wäre. Premierminister Hoveyda lehnte den Vorschlag ab, man habe im Iran schon genug Probleme. Doch die Planungskommission fand, man solle den Iranern endlich „ihren Kalender“ geben, und nahm den Vorschlag an.

### Der Schahyad-Aryamehr-Komplex
Neben den Bauarbeiten in Schiraz zur Verbesserung der lokalen Infrastruktur (Hotels, Flughäfen, Straßen, Kliniken, Telekommunikationsnetz) wurde in Teheran zu den Feierlichkeiten der Schahyad-Aryamehr-Komplex gebaut. Der Komplex besteht aus einem begehbaren Turm mit einer Aussichtsplattform, einem unterirdisch angelegten Museum und einem Auditorium, in dem eine Multivisionsaufführung gezeigt wurde. Die ursprünglich für 1971 produzierte Version wurde 1975 durch eine aufwändigere Produktion ersetzt, bestehend aus 12.000 Meter Film und 20.000 Dias, die mit Hilfe von 20 Filmprojektoren und 120 Diaprojektoren präsentiert wurden. Der Komplex wurde auf einem Gelände von 50.000 m² im Westen Teherans errichtet, eingebettet in eine Gartenanlage mit Springbrunnen.

### Aryamehr-Stadion

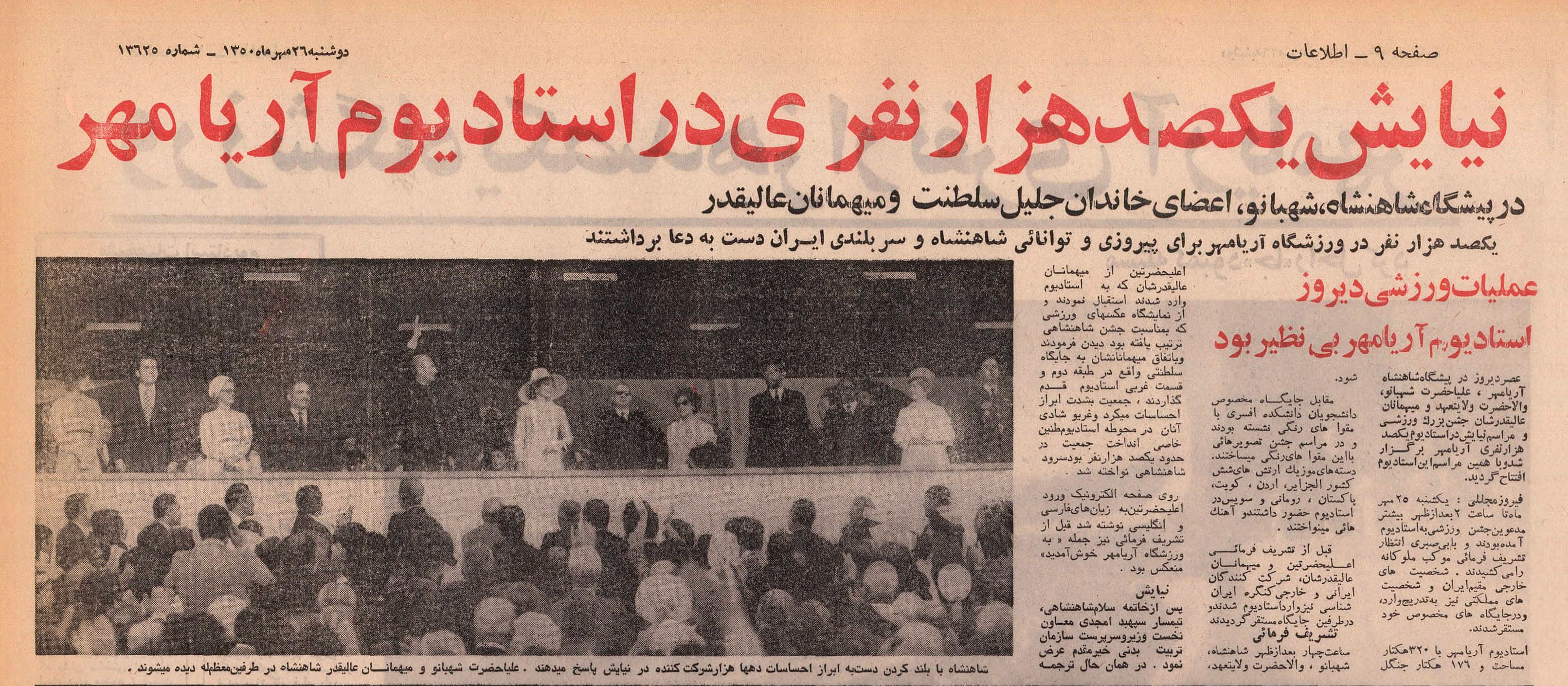
„100.000 Personen im Stadion Aryamehr zur Eröffnung“

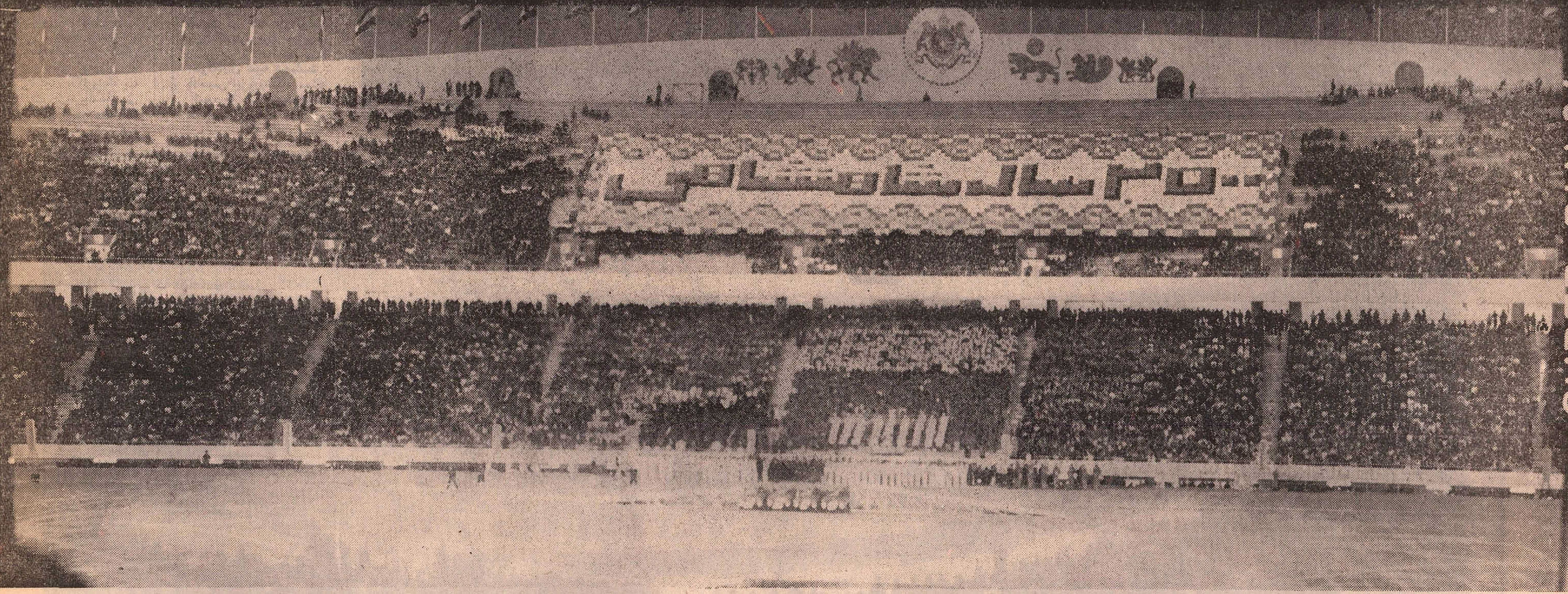
„2.500 Jahre SchahanSchahi“

Das Aryamehr-Stadion (heute: Azadi-Stadion) vom Architekten Abdol Aziz Farmanfarmaian geplant und drei Jahre nach dem Baubeginn am 18. Oktober 1971 mit einer Abschlussveranstaltung zur 2500-Jahr-Feier der Iranischen Monarchie eröffnet. Das Stadion bot 100.000 Zuschauern Platz. Neben den Asienspielen im Jahr 1974 und dem AFC Asian Cup 1976 sollte das Stadion auch zentrale Sportstätte der Olympischen Sommerspiele 1984 werden. Die Bewerbung wurde jedoch aufgrund der inneren Unruhen im Jahr 1977 zurückgezogen, weshalb Los Angeles als einziger Bewerber die Spiele bekam.

### Finanzierung
Während die iranische Regierung die Kosten auf 16,8 Millionen USD bezifferte, belaufen sich ausländische Schätzungen auf 100 bis zu 300 Millionen USD, wobei es für diese in den westlichen Medien genannten Zahlen keine Belege gibt, die die Differenz zu den offiziellen Angaben stützen würde. Die Kosten für die Unterbringung und Verköstigung der ausländischen Staatsgäste wurden aus dem Haushalt des Außenministeriums beglichen, während die Ausgaben für die Bau- und Infrastrukturmaßnahmen aus den entsprechenden Ressorts stammten. Der Rest wurde durch den Verkauf von Gedenkmünzen, Spenden und Sponsoring finanziert.

### Sicherheitsvorkehrungen
Im Vorfeld der Feierlichkeiten wurden umfangreiche Maßnahmen ergriffen, um die Sicherheit der Staatsgäste zu gewährleisten. Die Volksmodschahedin, die 1970 einen Versuch unternommen hatten, den US-Botschafter im Iran zu entführen, und die bereits mehrere Mordanschläge verübt hatten, hatten mit einem Anschlag bei den Feierlichkeiten gedroht. Aus diesem Grund wurden nach Angaben von General Nasiri vom SAVAK im Vorfeld der Feierlichkeiten 1500 Personen „vorsorglich“ verhaftet, die nach den Feierlichkeiten angeblich alle wieder freigekommen seien.

## Die Festlichkeiten

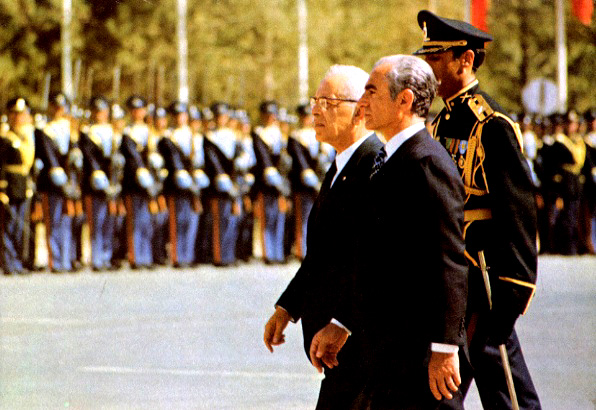
Empfang der Staatsgäste auf dem Flughafen in Schiras

An der Universität Schiras wurden die Feierlichkeiten mit einem Kongress zur Geschichte Irans eröffnet. 250 Wissenschaftler waren nach Schiras gekommen, um an der vom Kanzler der Universität Farhang Mehr geleiteten Tagung teilzunehmen. Währenddessen trafen die Staatsgäste am Flughafen Schiras ein, wurden dort vom Schah begrüßt, dann in die Zeltstadt nach Persepolis gefahren. Die Unterbringung in der Zeltstadt erwies sich als ein erster Erfolg. Die Gäste besuchten sich gegenseitig in den Zelten und schienen das ungewöhnliche Ambiente zu genießen. Die Feierlichkeiten in Persepolis waren für drei Tage geplant.

### Die Staatsgäste
Elisabeth II. sagte aus Sicherheitsgründen ab, an ihrer Stelle nahmen Prinz Philip und Prinzessin Anne teil. Andere westliche Staatsoberhäupter, die ebenfalls ihre Teilnahme abgesagt hatten, waren Richard Nixon, Georges Pompidou und Gustav Heinemann. Nixon wollte ursprünglich in den Iran reisen, sandte dann aber Vizepräsident Spiro Agnew. Bundespräsident Heinemann hatte anfänglich zugesagt, musste dann aber aus gesundheitlichen Gründen absagen. Die Teilnahme Heinemanns hatte zu Diskussionen in der westdeutschen Öffentlichkeit geführt.
Folgende Staatsgäste nahmen an den Feierlichkeiten teil:

#### Monarchen bzw. deren Stellvertreter
Kaiser Haile Selassie von Äthiopien, König Friedrich IX. von Dänemark mit seiner Frau Ingrid von Schweden, Baudouin I. König der Belgier mit seiner Ehefrau Königin Fabiola de Mora y Aragón, König Hussein von Jordanien mit seiner Ehefrau Prinzessin Muna von Jordanien, König Mahendra von Nepal und die Königinmutter Ratna, König Olav V. von Norwegen, Emir von Bahrain Isa ibn Salman Al Chalifa, König Konstantin II. von Griechenland mit seiner Ehefrau Prinzessin Anne-Marie von Dänemark, Sultan Qabus ibn Said von Oman, Kronprinz Ahmad Schah Khan und seine Schwester Prinzessin Bilqis Begum von Afghanistan, König Moshoeshoe II. von Lesotho, Yang di-Pertuan Agong Tuanku Abdul Halim von Malaysia, Scheich Zayed bin Sultan Al Nahyan (Vereinigte Arabische Emirate), Fürst Franz Josef II. von Liechtenstein mit seiner Ehefrau Georgina von Wilczek, Fürst Rainier III. von Monaco und seine Ehefrau Fürstin Gracia Patricia, Großherzog Jean von Luxemburg mit seiner Ehefrau Joséphine Charlotte von Belgien, Prinz der Niederlande Bernhard zur Lippe-Biesterfeld, Prinz Philip, Duke of Edinburgh, und Prinzessin Anne (Vereinigtes Königreich), Begum Salimah Aga Khan, Ehefrau von Karim Aga Khan IV., Kronprinz Karl Gustav von Schweden, Prinz Juan Carlos von Spanien mit seiner Ehefrau Prinzessin Sophia von Griechenland, Prinz Mikasa Takahito und seine Ehefrau Prinzessin Yurika aus Japan, der ehemalige Premierminister Moulay Abdallah Ibrahim mit seiner Ehefrau Lamia als Repräsentant von Hassan II. von Marokko, Premierminister Prinz Makhosini Dlamini von Swasiland, Generalgouverneur von Kanada Roland Michener, Generalgouverneur von Australien Sir Paul Hasluck.

#### Präsidenten, Premierminister und Kanzler bzw. deren Stellvertreter
Präsident von Jugoslawien Josip Broz Tito, Vorsitzender des Präsidiums des Obersten Sowjets der Sowjetunion Nikolai Podgorny, Bundespräsident von Österreich Franz Jonas, Staatschef von Bulgarien Todor Schiwkow, Präsident von Brasilien Emílio Garrastazu Médici, Staatspräsident von Finnland Urho Kekkonen, Staatspräsident der Türkei Cevdet Sunay, Staatspräsident von Ungarn Pál Losonczi, Präsident der Tschechoslowakei Ludvík Svoboda, Staatspräsident von Pakistan Yahya Khan, Präsident des Libanon Suleiman Frangieh, Staatspräsident von Südafrika Jacobus Johannes Fouché, Präsident des Senegal Léopold Sédar Senghor, Staatspräsident von Indien V. V. Giri, Präsident von Mauretanien Moktar Ould Daddah, Präsident von Dahomey Hubert Maga, Staatspräsident von Rumänien Nicolae Ceaușescu und seine Ehefrau Elena Ceaușescu, Präsident von Zaire Mobutu Sese Seko, Vizepräsident der Volksrepublik Polen Mieczysław Klimaszewski, Bundestagspräsident der Bundesrepublik Deutschland Kai-Uwe von Hassel, Premierminister von Frankreich Jacques Chaban-Delmas, Ministerpräsident der Republik Korea Kim Jong-pil, Ministerpräsident von Italien Emilio Colombo, Vizepräsident der Vereinigten Staaten von Amerika Spiro Agnew, Außenminister von Portugal Rui Patrício, für die Schweiz Altbundesrat Friedrich Traugott Wahlen, First Lady der Philippinen Imelda Marcos, Vizepräsident der Volksrepublik China Guo Moruo, Sondergesandter des Papstes Kardinal Maximilien de Fürstenberg.

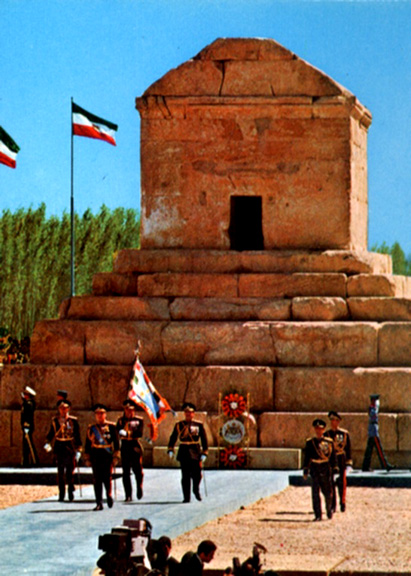
Zeremonie von Pasargadea

### Pasargadae
Der offizielle Beginn der Feierlichkeiten war auf den 12. Oktober 1971 12 Uhr in Pasargadae mit einer kurzen Ansprache von Mohammad Reza Schah am Grab von Kyros II., ungefähr 130 km nordöstlich von Schiraz und ca. 80 km von Persepolis entfernt, festgelegt worden. Die Ansprache wurde live vom Fernsehen übertragen und endete mit den Worten

„Oh Kyros, großer König, König der Könige, König der Achämeniden, König des Landes Iran. Ich, der Schahinschah des Iran, entbiete Dir Grüße von mir und von meiner Nation. Ruhe in Frieden, denn wir halten Wacht, und wir werden immer Wacht halten.“

### Internationaler Kongress der Iranistik
Am 13. Oktober 1971 eröffnete Mohammad Reza Schah Pahlavi den zweiten Internationalen Kongress der Iranistik an der Universität in Schiras. An dem Kongress nahmen 500 Iranisten teil. Die Vorträge und Präsentationen wurden 1974 in der von Jacques Duchesne-Guillemin begründeten Reihe „Acta Iranica“ veröffentlicht.
Hinter den Kulissen waren inzwischen Kämpfe zwischen den Mitgliedern der Delegationen ausgebrochen, die in einem Hotel in Schiras untergebracht waren und gerne in eines der Zelte umquartiert werden wollten, sollte ein Zelt durch die vorzeitige Abreise eines Gastes frei werden. Am Abend des 14. Oktober waren über 600 Staatsgäste zu einem Festbankett geladen. Der Tag des Staatsempfangs zu Ehren von 2.500 Jahren iranischer Monarchie fiel mit dem Geburtstag von Schahbanu Farah Pahlavi zusammen.

### Historische Parade

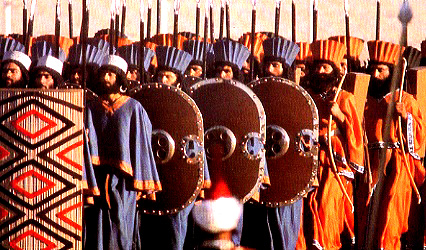
Historische Parade

Am späten Nachmittag des 15. Oktober fand der historische Festzug statt. Er war von General Fathollah Minbaschian und Kultusminister Mehrdad Pahlbod entworfen worden. Auch der Festzug wurde live im Fernsehen übertragen. Nach Sonnenuntergang begann eine dreißigminütige Son-et-Lumiere-Lichtinstallation in den Ruinen von Persepolis, die von André Castelot entworfen worden war. Ein Feuerwerk bildete den Abschluss der abendlichen Aufführung.
Für den Abend hatte der Schah zu einem persischen Buffet mit Safranreis, Choresch-e Fessendschān, Dschudsche Kabāb und Tschelo Kabab geladen.

### Festlichkeiten in Teheran
Am folgenden Morgen verließen die meisten Staatsgäste Persepolis, um in Teheran an den weiteren Festlichkeiten teilzunehmen. Nach einem Besuch im Mausoleum von Reza Schah wurde der Schahyad-Komplex der Öffentlichkeit übergeben. Zum Andenken an die Feierlichkeiten überreichte der Bürgermeister dem Schah eine Kopie des Kyros-Zylinders.
Alle mit den Feierlichkeiten Beauftragten waren über die gelungene Veranstaltung begeistert. Der Schah sprach Beförderungen aus und vergab Geschenke und Medaillen.

## Reaktionen
Während der Feierlichkeiten berichtete die westliche Presse überschwänglich über die großartige Veranstaltung. Doch nach einigen Tagen wendete sich das Blatt. Den Anfang machten kritische Äußerungen Chomeinis. Er bezeichnete die Feier als antiislamisch und erklärte die Teilnehmer an dieser Feier zu Feinden des Islam. Das verbrecherische System des Schahs habe das iranische Volk ausgeraubt, um seine dekadenten Ausschweifungen zu finanzieren. „Die Welt soll wissen, dass dieses Fest nichts mit dem Iran zu tun hat, und dass die, die an diesem Fest teilgenommen haben, Verrat am Islam und dem iranischen Volk begangen haben.“ Dass der Schah im Rahmen der 2500-Jahr-Feier für 1,6 Millionen Dollar eine Moschee in Ghom zu Ehren des verstorbenen Ajatollah Borudscherdi hatte erbauen lassen, war für Chomeini nicht weiter erwähnenswert.
Im TIME Magazine wurden die Kosten der Feierlichkeiten mit 100 Millionen Dollar angegeben. In der französischen Presse war bereits von 200 Millionen Dollar die Rede. Am Ende sollen die Kosten angeblich bei 300 Millionen Dollar gelegen haben, wobei vor allem über die Zeltstadt und das von Maxim’s betreute Essen berichtet wurde. William Shawcross schrieb in The Shahs Last Ride 1988 von einer „Party“, die einer Großproduktion von Cecil B. DeMille in Technicolor geglichen habe: „Friseure wurden von Alexandre und Carita aus Paris eingeflogen, Elizabeth Arden hatte ein Make-up mit dem Namen Farah kreiert, Baccarat die Tischdekoration entworfen und Maxim’s das Essen zubereitet und serviert.“ Bedeutsameres gab es über die 2500-Jahr-Feier offenbar nicht zu berichten.
Die linke Oppositionsbewegung hat in ihrer Kritik die Feierlichkeiten als politisches Ablenkungsmanöver bezeichnet. Am Ende gelang der Oppositionsbewegung ein geradezu historischer Erfolg im Kampf um die öffentliche Meinung in den westlichen Ländern. Manuchehr Hezarkhani, ein ehemaliger Führer der Konföderation Iranischer Studenten, der studentischen Opposition im Ausland, schrieb:

„Das Schah-Regime hat Unsummen für Festlichkeiten ausgegeben, um die Führer der Welt in den Iran zu locken. In Wahrheit hatte die Propagandaschlacht, die die Konföderation gegen das Regime begonnen hatte, einen ihrer besten Momente. In den meisten Ländern begann die Konföderation damit, Politikern und interessierte Öffentlichkeit auf die Verbrechen des Schahs, die Armut Irans, die breite wirtschaftliche Kluft zwischen den Klassen und den Militarismus des Regimes aufmerksam zu machen. Durch intensiven Kontakt mit europäischen und amerikanischen Politikern und durch engen Informationsaustausch mit Schriftstellern, Künstlern und politisch Interessierten gelang es, das Regime zu beschädigen und die Festlichkeiten als propagandistischen Zirkus zu entlarven.“

Abdolreza Ansari, der für die technische Organisation der Feierlichkeiten zuständig war, bewertete die Ereignisse von Persepolis in einem 2002 geführten Interview wie folgt:

„In den fünfziger Jahren wurde Iran von der Staatengemeinschaft als ein unterentwickeltes Land betrachtet. In den sechziger Jahren waren wir zum Entwicklungsland aufgestiegen. In den siebziger Jahren sahen viele Staatsgäste, die nach Persepolis gekommen waren, Iran als ein Land mit einer reichen Geschichte, das auf dem Weg war, ein voll entwickelter Industriestaat zu werden. Viele Kritiker hatten vergessen, dass die Feierlichkeiten von Persepolis nur der festliche Teil eines Entwicklungsprogramms waren. Für den Schah bot Persepolis die Möglichkeit, der Welt zu zeigen, dass Iran an politischer Bedeutung gewonnen hatte. Die vielen nachhaltigen Investitionen in die Infrastruktur des Landes, die im Rahmen der Vorbereitung der Feierlichkeiten getätigt worden waren, wie Schulen, Straßen, Telekommunikationsnetze, Flughäfen, Fernsehübertragungsmöglichkeiten, Hotels und Touristenressorts waren den Kritikern keine Silbe Wert.“

## Nach der Islamischen Revolution

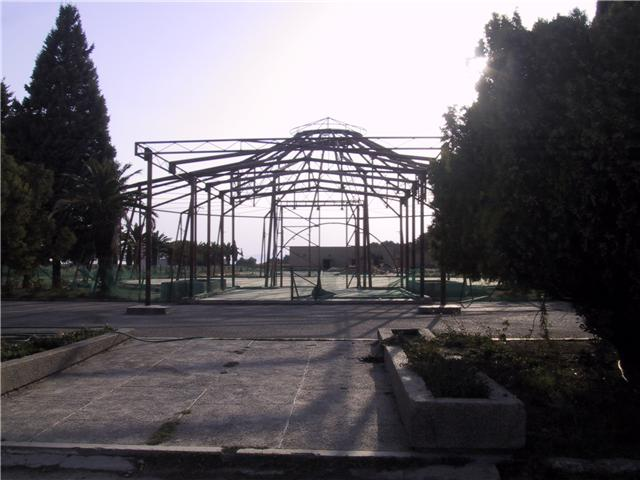
Gerüst des Empfangszeltes der Zeltstadt von Persepolis, 2007

Persepolis ist auch heute eine der touristischen Hauptattraktionen Irans. Die Zeltstadt war bis 1978 vollständig intakt und wurde für gelegentliche Empfänge benutzt. Die Planungen, aus der Zeltstadt ein Luxushotel zu machen, ließen sich allerdings nicht realisieren, da es in der Umgebung der Ruinen von Persepolis an der entsprechenden Infrastruktur mangelt und eine eigene Wasser- und Stromversorgung zu teuer gekommen wäre. Hinzu kamen Fragen des archäologischen Denkmalschutzes. Während der Islamischen Revolution wurden die Appartements geplündert. 1982 wurde aus den Versorgungsgebäuden der ehemaligen Zeltstadt und der Zeltstadt selbst ein Militärcamp. Aus den Zelten wurden Schlafsäle für Soldaten des Iran-Irak-Krieges. Die schusssicheren Scheiben des Empfangszeltes wurden für Schießübungen benutzt. Nach dem Krieg wurde die Zeltstadt sich selbst überlassen. Heute stehen nur noch die Gerüste der Zeltabdeckung.
Der Schahyad-Aryamehr-Komplex in Teheran ist nur noch in Teilen zugänglich. Nachdem es sich als aussichtslos erwiesen hatte, den Turm abzureißen, wurde er in Azadi-Turm (Freiheitsturm) umbenannt. Die Parkanlagen des Komplexes wurden umgestaltet und verkleinert.
Das Mausoleum von Reza Schah wurde abgerissen.

## Persepolis 2530
Im Juni 2007 wurde die Rekonstruktion eines Gästezeltes in seinem gegenwärtigen Zustand als Stahl-Holzgerüst mit herunterhängenden Resten von Zeltbahnen auf der 38. Kunstmesse Art Basel ausgestellt. Es handelte sich um ein gemeinsames Projekt von Michael Stevenson in Zusammenarbeit mit dem Arnolfini-Kunstzentrum, Bristol, und der Vilma Gold Galerie, London. Die Ausstellung des Gästezeltes wurde im März 2008 in Bristol unter dem Titel „Michael Stevenson: Persepolis 2530“ wiederholt.

## Zitate
- Orson Welles: „Dies war nicht die Party des Jahres, sondern die Feier von 25 Jahrhunderten.“
- Ruhollah Chomeini: „Festival des Teufels.“

## Dokumentarfilme
- The Flames of Persia. Regie: Shahrokh Gholestan, Erzähler: Orson Welles. 1971 (englisch)[21]
- Feierlichkeiten des Schahs von Persien in Persepolis. Verschollene Filmschätze (Staffel 2; Folge 9), Arte, Deutsche Erstausstrahlung: 20. August 2011[22] (Online bei YouTube)
- Die größte Party auf Erden. Spiegel Geschichte, Deutsche Erstausstrahlung: 29. März 2017[23]